# نزف الحمل المبكر
نزف الحمل المبكر يشير إلى نزف قبل 24 اسبوع من عمر الحمل، قد تتضمن المضاعفات صدمة نزيفيه. تزداد المخاوف في حالات الإغماء وقصور التنفس أو ألم في الكتفين. 
تشمل الأسباب الشائعة: الحمل خارج الرحم والحمل المهدد بالإجهاض. أغلب الاجهاضات تحدث قبل 12 أسبوع من عمر الحمل. وتشمل الأسباب الأخرى نزف الغرس، ومرض الأرومة الغاذية الحملي، والأورام وسرطان عنق الرحم. عادة، تشمل التحاليل لتحديد السبب الكامن: فحص المنظار، وفحص الأمواج الصوتية، وفحص هرمون موجهة الغدد التناسلية المشيمية البشرِية.
يعتمد العلاج على المسبب الرئيسي، إذا كان النسيج يظهر في عنق الرحم يستلزم إزالته، أما في حالة الحمل داخل الرحم وفي مرحلة سماع صوت قلب الجنين يكون الانتظار المؤرق بشكل عام مناسبا. عادة ما ينصح باستخدام الغلوتين المناعي المضاد – دي عندما يكون العامل الرايزوسي سالبا، وفي بعض الحالات تتطلب عملية جراحية.
تنزف حوالي 30% من النساء في الثلث الأول من الحمل ( 0 – 12 اسبوع من عمر الحمل)، أما النزف في الثلث الثاني من الحمل ( 12 – 24 اسبوع من الحمل ) فهو أقل شيوعا. حوالى 15% من النساء الحوامل يدركن انهن في حالة إجهاض، ويحدث الحمل خارج الرحم في 2% من حالات الحمل.

## الأسباب
- الإجهاض الطبيعي ويشير إلى الإجهاض، توصلت إحدى الدراسات إلى نتيجة وهي ان خطر الإجهاض خلال فترة الحمل في الثلث الأول  مع ملاحظة بعض نقاط الدم  وصلت نسبتها إلى 9%، وبحدوث نزف خفيف بنسبة 12%، مقارنة مع ما نسبته 12% بدون أي نزف  في الثلث الأول من الحمل. لكن يعرض النزف الشديد في الثلث الأول إلى خطر الإجهاض بنسبة 24% .[3]
- ورم الأرومة الغاذية الحملي.
- الحمل خارج الرحم، وهو حمل خارج الرحم ويكون عادة في قناة فالوب، وقد يؤدي إلى نزيف داخلي مميت إذا لم يتم علاجه. وفي حالة النزف الشديد، تساعد الاشعة الفوق صوتية على تحديد موقع الحمل ( ولا يكون حمل مرئي داخل الرحم )، وتم تقدير ان حوالي 6% من الاحمال تحدث خارج الرحم.[4]

- نزف غرس الحمل.
- ورم دموي مشيمي .
- نقط دموية.
- اعراض انخفاض المسالك البولية.
- النزيف المهبلي.
- نزيف عنق الرحم.

وقد تشمل أسباب نزف الحمل المبكر:
- نزيف ما بعد الجماع، وهو نزف مهبلي يحدث بعد الجماع ويمكن ان يكون طبيعيا في الحمل.
- نزيف بسبب العلاج، أو نزف بسبب علاج طبي أو تدخل طبي مثل المنشطات الجنسية، مضادات التخثر، أو وسائل منع الحمل الرحمية.
- العدوى.